# Setmana Ciclista Valenciana 2023
La 7e édition de la Setmana Ciclista Valenciana a lieu du 16 au 19 février 2023. La course fait partie du calendrier UCI féminin en catégorie 2.Pro.
Elisa Balsamo remporte les deux premières étapes au sprint. Ashleigh Moolman prend le dessus sur Annemiek van Vleuten et Amanda Spratt dans la montagneuse troisième étape. Lors de l'ultime étape, Elise Uijen et Justine Ghekiere se départagent au sprint après avoir fait partie de l'échappée du jour. La première lève les bras, mais la seconde obtient la victoire au classement général devant sa coéquipière Ashleigh Moolman. Ghekiere remporte également le classement de la montagne. Amanda Spratt complète le podium. Olivia Baril est la meilleure sprinteuse et Eleonora Camilla Gasparrini la meilleure jeune. UAE Team ADQ est la meilleure équipe.

## Équipes
| UCI Women's WorldTeams (12)- Canyon-SRAM Racing - Team DSM - EF Education-TIBCO-SVB - FDJ-Suez - Fenix-Deceuninck - Israel-Premier Tech Roland - Team Jumbo-Visma - Liv Racing TeqFind - Movistar Team - Trek-Segafredo - UAE Team ADQ - Uno-X Pro Cycling Team Équipes féminines continentales (11)- AG Insurance - Soudal Quick-Step Team - Bepink - Bizkaia-Durango - Cantabria Deporte-Rio Miera - Ceratizit-WNT Pro Cycling - Cofidis - DAS-Handsling Bikes - Eneicat-Cmteam-Seguros Deportivos - Laboral Kutxa-Fundacion Euskadi - Massi Tactic - Sopela |
| |

## Parcours
Toutes les étapes présentent des ascensions, leur positionnement en début de parcours sur les deux premières étapes limite néanmoins leur impact.

## Étapes
| Étape     | Date    | Villes étapes                     | type            | Distance (km) | Vainqueur d'étape | Leader du classement général |
| --------- | ------- | --------------------------------- | --------------- | ------------- | ----------------- | ---------------------------- |
| 1re étape | 16 fév. | Valence – Sagonte                 | étape vallonnée | 119           | Elisa Balsamo     | Elisa Balsamo                |
| 2e étape  | 17 fév. | Borriana – Villarreal             | étape vallonnée | 114           | Elisa Balsamo     | Elisa Balsamo                |
| 3e étape  | 18 fév. | Agost – Altée                     | étape vallonnée | 132           | Ashleigh Moolman  | Ashleigh Moolman             |
| 4e étape  | 19 fév. | Tavernes de la Valldigna – Gandia | étape vallonnée | 113           | Elise Uijen       | Justine Ghekiere             |

## Déroulement de la course

### 1reétape
Après l'Alto de l'Oronet, Matilde Vitillo s'échappe, mais ne prend jamais beaucoup d'avance. Caroline Andersson sort à trente-deux kilomètres de l'arrivée. Elle est reprise à douze kilomètres de l'arrivée. Au sprint, Elisa Balsamo s'impose.
| \| Classement de l'étape \| Classement de l'étape \| Classement de l'étape \| Classement de l'étape \| Classement de l'étape \| \| Coureuse \| Coureuse \| Pays \| Équipe \| Temps \| \| --------------------- \| --------------------- \| --------------------- \| ------------------------------ \| --------------------- \| \| 1re \| Elisa Balsamo \| Italie \| Trek-Segafredo \| 2 h 58 min 00 s \| \| 2e \| Lotta Henttala \| Finlande \| AG Insurance-Soudal Quick-Step \| + 0 s \| \| 3e \| Coryn Labecki \| États-Unis \| Team Jumbo-Visma \| + 0 s \| \| 4e \| Ilaria Sanguineti \| Italie \| Trek-Segafredo \| + 2 s \| \| 5e \| Eleonora Gasparrini \| Italie \| UAE Team ADQ \| + 2 s \| \| 6e \| Arlenis Sierra \| Cuba \| Movistar Team \| + 2 s \| \| 7e \| Letizia Borghesi \| Italie \| EF Education-TIBCO-SVB \| + 2 s \| \| 8e \| Silvia Zanardi \| Italie \| Bepink \| + 2 s \| \| 9e \| Sandra Alonso \| Espagne \| Ceratizit-WNT Pro Cycling \| + 2 s \| \| 10e \| Cecilia van Zuthem \| Pays-Bas \| Fenix-Deceuninck \| + 2 s \| |                     |            |                                |                 |
| |                     |            |                                |                 |
| |                     |            |                                |                 |
| Classement de l'étape |                     |            |                                |                 |
| Coureuse | Coureuse            | Pays       | Équipe                         | Temps           |
| 1re | Elisa Balsamo       | Italie     | Trek-Segafredo                 | 2 h 58 min 00 s |
| 2e | Lotta Henttala      | Finlande   | AG Insurance-Soudal Quick-Step | + 0 s           |
| 3e | Coryn Labecki       | États-Unis | Team Jumbo-Visma               | + 0 s           |
| 4e | Ilaria Sanguineti   | Italie     | Trek-Segafredo                 | + 2 s           |
| 5e | Eleonora Gasparrini | Italie     | UAE Team ADQ                   | + 2 s           |
| 6e | Arlenis Sierra      | Cuba       | Movistar Team                  | + 2 s           |
| 7e | Letizia Borghesi    | Italie     | EF Education-TIBCO-SVB         | + 2 s           |
| 8e | Silvia Zanardi      | Italie     | Bepink                         | + 2 s           |
| 9e | Sandra Alonso       | Espagne    | Ceratizit-WNT Pro Cycling      | + 2 s           |
| 10e | Cecilia van Zuthem  | Pays-Bas   | Fenix-Deceuninck               | + 2 s           |

| \| Classement général \| Classement général \| Classement général \| Classement général \| Classement général \| \| Coureuse \| Coureuse \| Pays \| Équipe \| Temps \| \| ------------------ \| ------------------- \| ------------------ \| ------------------------------ \| ------------------ \| \| 1re \| Elisa Balsamo \| Italie \| Trek-Segafredo \| 2 h 57 min 50 s \| \| 2e \| Lotta Henttala \| Finlande \| AG Insurance-Soudal Quick-Step \| + 4 s \| \| 3e \| Coryn Labecki \| États-Unis \| Team Jumbo-Visma \| + 5 s \| \| 4e \| Olivia Baril \| Canada \| UAE Team ADQ \| + 7 s \| \| 5e \| Matilde Vitillo \| Italie \| Bepink \| + 9 s \| \| 6e \| Silvia Zanardi \| Italie \| Bepink \| + 10 s \| \| 7e \| Floortje Mackaij \| Pays-Bas \| Movistar Team \| + 11 s \| \| 8e \| Ilaria Sanguineti \| Italie \| Trek-Segafredo \| + 12 s \| \| 9e \| Eleonora Gasparrini \| Italie \| UAE Team ADQ \| + 12 s \| \| 10e \| Arlenis Sierra \| Cuba \| Movistar Team \| + 12 s \| |                     |            |                                |                 |
| |                     |            |                                |                 |
| |                     |            |                                |                 |
| Classement général |                     |            |                                |                 |
| Coureuse | Coureuse            | Pays       | Équipe                         | Temps           |
| 1re | Elisa Balsamo       | Italie     | Trek-Segafredo                 | 2 h 57 min 50 s |
| 2e | Lotta Henttala      | Finlande   | AG Insurance-Soudal Quick-Step | + 4 s           |
| 3e | Coryn Labecki       | États-Unis | Team Jumbo-Visma               | + 5 s           |
| 4e | Olivia Baril        | Canada     | UAE Team ADQ                   | + 7 s           |
| 5e | Matilde Vitillo     | Italie     | Bepink                         | + 9 s           |
| 6e | Silvia Zanardi      | Italie     | Bepink                         | + 10 s          |
| 7e | Floortje Mackaij    | Pays-Bas   | Movistar Team                  | + 11 s          |
| 8e | Ilaria Sanguineti   | Italie     | Trek-Segafredo                 | + 12 s          |
| 9e | Eleonora Gasparrini | Italie     | UAE Team ADQ                   | + 12 s          |
| 10e | Arlenis Sierra      | Cuba       | Movistar Team                  | + 12 s          |

### 2eétape
Cécile Lejeune et Giorgia Vettorello forment la première échappée, mais elles sont rapidement reprises. Quinty Ton profite d'une descente à quarante kilomètres de la ligne. Le peloton la reprend dix kilomètres plus tard. Au sprint, Elisa Balsama lève de nouveau les bras.
| \| Classement de l'étape \| Classement de l'étape \| Classement de l'étape \| Classement de l'étape \| Classement de l'étape \| \| Coureuse \| Coureuse \| Pays \| Équipe \| Temps \| \| --------------------- \| --------------------- \| --------------------- \| ------------------------------ \| --------------------- \| \| 1re \| Elisa Balsamo \| Italie \| Trek-Segafredo \| 3 h 05 min 09 s \| \| 2e \| Lotta Henttala \| Finlande \| AG Insurance-Soudal Quick-Step \| + 0 s \| \| 3e \| Megan Jastrab \| États-Unis \| Team DSM \| + 0 s \| \| 4e \| Silvia Zanardi \| Italie \| Bepink \| + 0 s \| \| 5e \| Eleonora Gasparrini \| Italie \| UAE Team ADQ \| + 0 s \| \| 6e \| Vittoria Guazzini \| Italie \| FDJ-Suez \| + 0 s \| \| 7e \| Coryn Labecki \| États-Unis \| Team Jumbo-Visma \| + 0 s \| \| 8e \| Alison Jackson \| Canada \| EF Education-TIBCO-SVB \| + 0 s \| \| 9e \| Arlenis Sierra \| Cuba \| Movistar Team \| + 0 s \| \| 10e \| Letizia Borghesi \| Italie \| EF Education-TIBCO-SVB \| + 0 s \| |                     |            |                                |                 |
| |                     |            |                                |                 |
| |                     |            |                                |                 |
| Classement de l'étape |                     |            |                                |                 |
| Coureuse | Coureuse            | Pays       | Équipe                         | Temps           |
| 1re | Elisa Balsamo       | Italie     | Trek-Segafredo                 | 3 h 05 min 09 s |
| 2e | Lotta Henttala      | Finlande   | AG Insurance-Soudal Quick-Step | + 0 s           |
| 3e | Megan Jastrab       | États-Unis | Team DSM                       | + 0 s           |
| 4e | Silvia Zanardi      | Italie     | Bepink                         | + 0 s           |
| 5e | Eleonora Gasparrini | Italie     | UAE Team ADQ                   | + 0 s           |
| 6e | Vittoria Guazzini   | Italie     | FDJ-Suez                       | + 0 s           |
| 7e | Coryn Labecki       | États-Unis | Team Jumbo-Visma               | + 0 s           |
| 8e | Alison Jackson      | Canada     | EF Education-TIBCO-SVB         | + 0 s           |
| 9e | Arlenis Sierra      | Cuba       | Movistar Team                  | + 0 s           |
| 10e | Letizia Borghesi    | Italie     | EF Education-TIBCO-SVB         | + 0 s           |

| \| Classement général \| Classement général \| Classement général \| Classement général \| Classement général \| \| Coureuse \| Coureuse \| Pays \| Équipe \| Temps \| \| ------------------ \| ------------------- \| ------------------ \| ------------------------------ \| ------------------ \| \| 1re \| Elisa Balsamo \| Italie \| Trek-Segafredo \| 6 h 02 min 49 s \| \| 2e \| Lotta Henttala \| Finlande \| AG Insurance-Soudal Quick-Step \| + 8 s \| \| 3e \| Olivia Baril \| Canada \| UAE Team ADQ \| + 14 s \| \| 4e \| Coryn Labecki \| États-Unis \| Team Jumbo-Visma \| + 15 s \| \| 5e \| Matilde Vitillo \| Italie \| Bepink \| + 19 s \| \| 6e \| Silvia Zanardi \| Italie \| Bepink \| + 20 s \| \| 7e \| Karlijn Swinkels \| Pays-Bas \| Team Jumbo-Visma \| + 20 s \| \| 8e \| Flora Perkins \| Royaume-Uni \| Fenix-Deceuninck Continental \| + 21 s \| \| 9e \| Floortje Mackaij \| Pays-Bas \| Movistar Team \| + 21 s \| \| 10e \| Eleonora Gasparrini \| Italie \| UAE Team ADQ \| + 22 s \| |                     |             |                                |                 |
| |                     |             |                                |                 |
| |                     |             |                                |                 |
| Classement général |                     |             |                                |                 |
| Coureuse | Coureuse            | Pays        | Équipe                         | Temps           |
| 1re | Elisa Balsamo       | Italie      | Trek-Segafredo                 | 6 h 02 min 49 s |
| 2e | Lotta Henttala      | Finlande    | AG Insurance-Soudal Quick-Step | + 8 s           |
| 3e | Olivia Baril        | Canada      | UAE Team ADQ                   | + 14 s          |
| 4e | Coryn Labecki       | États-Unis  | Team Jumbo-Visma               | + 15 s          |
| 5e | Matilde Vitillo     | Italie      | Bepink                         | + 19 s          |
| 6e | Silvia Zanardi      | Italie      | Bepink                         | + 20 s          |
| 7e | Karlijn Swinkels    | Pays-Bas    | Team Jumbo-Visma               | + 20 s          |
| 8e | Flora Perkins       | Royaume-Uni | Fenix-Deceuninck Continental   | + 21 s          |
| 9e | Floortje Mackaij    | Pays-Bas    | Movistar Team                  | + 21 s          |
| 10e | Eleonora Gasparrini | Italie      | UAE Team ADQ                   | + 22 s          |

### 3eétape
L'échappée de début d'étape comporte : Becky Storrie, Elise Uijen, Morgane Coston et Mireia Benito. Leur avance culmine à quatre minutes. Sandra Alonso et Catalina Soto partent en chasse, mais ne parviennent pas à opérer la jonction. Proche du sommet de l'Alto Tudons, Annemiek van Vleuten accélère. Elle est suivie par Ashleigh Moolman-Pasio, Amanda Spratt et Kim Cadzow. Elles réalisent la jonction avec le groupe de tête. Par la suite, Cadzow est lâchée. Benito et Uijen attaquent de nouveau plus tard, mais sont reprises, puis distancées dans la dernière difficulté. Ce Le trio de leader se départage au sprint, Ashleigh Moolman-Pasio remporte la victoire. Elle prend également la tête du classement général.
| \| Classement de l'étape \| Classement de l'étape \| Classement de l'étape \| Classement de l'étape \| Classement de l'étape \| \| Coureuse \| Coureuse \| Pays \| Équipe \| Temps \| \| --------------------- \| --------------------- \| --------------------- \| ------------------------------ \| --------------------- \| \| 1re \| Ashleigh Moolman \| Afrique du Sud \| AG Insurance-Soudal Quick-Step \| 3 h 48 min 53 s \| \| 2e \| Amanda Spratt \| Australie \| Trek-Segafredo \| + 0 s \| \| 3e \| Annemiek van Vleuten \| Pays-Bas \| Movistar Team \| + 0 s \| \| 4e \| Riejanne Markus \| Pays-Bas \| Team Jumbo-Visma \| + 11 s \| \| 5e \| Eleonora Gasparrini \| Italie \| UAE Team ADQ \| + 11 s \| \| 6e \| Cecilie Uttrup Ludwig \| Danemark \| FDJ-Suez \| + 11 s \| \| 7e \| Anouska Koster \| Pays-Bas \| Uno-X Pro Cycling Team \| + 11 s \| \| 8e \| Mavi García \| Espagne \| Liv Racing TeqFind \| + 11 s \| \| 9e \| Ricarda Bauernfeind \| Allemagne \| Canyon-SRAM Racing \| + 11 s \| \| 10e \| Floortje Mackaij \| Pays-Bas \| Movistar Team \| + 11 s \| |                       |                |                                |                 |
| |                       |                |                                |                 |
| |                       |                |                                |                 |
| Classement de l'étape |                       |                |                                |                 |
| Coureuse | Coureuse              | Pays           | Équipe                         | Temps           |
| 1re | Ashleigh Moolman      | Afrique du Sud | AG Insurance-Soudal Quick-Step | 3 h 48 min 53 s |
| 2e | Amanda Spratt         | Australie      | Trek-Segafredo                 | + 0 s           |
| 3e | Annemiek van Vleuten  | Pays-Bas       | Movistar Team                  | + 0 s           |
| 4e | Riejanne Markus       | Pays-Bas       | Team Jumbo-Visma               | + 11 s          |
| 5e | Eleonora Gasparrini   | Italie         | UAE Team ADQ                   | + 11 s          |
| 6e | Cecilie Uttrup Ludwig | Danemark       | FDJ-Suez                       | + 11 s          |
| 7e | Anouska Koster        | Pays-Bas       | Uno-X Pro Cycling Team         | + 11 s          |
| 8e | Mavi García           | Espagne        | Liv Racing TeqFind             | + 11 s          |
| 9e | Ricarda Bauernfeind   | Allemagne      | Canyon-SRAM Racing             | + 11 s          |
| 10e | Floortje Mackaij      | Pays-Bas       | Movistar Team                  | + 11 s          |

| \| Classement général \| Classement général \| Classement général \| Classement général \| Classement général \| \| Coureuse \| Coureuse \| Pays \| Équipe \| Temps \| \| ------------------ \| --------------------- \| ------------------ \| ------------------------------ \| ------------------ \| \| 1re \| Ashleigh Moolman \| Afrique du Sud \| AG Insurance-Soudal Quick-Step \| 9 h 51 min 54 s \| \| 2e \| Amanda Spratt \| Australie \| Trek-Segafredo \| + 4 s \| \| 3e \| Annemiek van Vleuten \| Pays-Bas \| Movistar Team \| + 6 s \| \| 4e \| Olivia Baril \| Canada \| UAE Team ADQ \| + 13 s \| \| 5e \| Floortje Mackaij \| Pays-Bas \| Movistar Team \| + 20 s \| \| 6e \| Eleonora Gasparrini \| Italie \| UAE Team ADQ \| + 21 s \| \| 7e \| Yara Kastelijn \| Pays-Bas \| Fenix-Deceuninck \| + 21 s \| \| 8e \| Cecilie Uttrup Ludwig \| Danemark \| FDJ-Suez \| + 21 s \| \| 9e \| Mavi García \| Espagne \| Liv Racing TeqFind \| + 21 s \| \| 10e \| Špela Kern \| Slovénie \| Cofidis \| + 21 s \| |                       |                |                                |                 |
| |                       |                |                                |                 |
| |                       |                |                                |                 |
| Classement général |                       |                |                                |                 |
| Coureuse | Coureuse              | Pays           | Équipe                         | Temps           |
| 1re | Ashleigh Moolman      | Afrique du Sud | AG Insurance-Soudal Quick-Step | 9 h 51 min 54 s |
| 2e | Amanda Spratt         | Australie      | Trek-Segafredo                 | + 4 s           |
| 3e | Annemiek van Vleuten  | Pays-Bas       | Movistar Team                  | + 6 s           |
| 4e | Olivia Baril          | Canada         | UAE Team ADQ                   | + 13 s          |
| 5e | Floortje Mackaij      | Pays-Bas       | Movistar Team                  | + 20 s          |
| 6e | Eleonora Gasparrini   | Italie         | UAE Team ADQ                   | + 21 s          |
| 7e | Yara Kastelijn        | Pays-Bas       | Fenix-Deceuninck               | + 21 s          |
| 8e | Cecilie Uttrup Ludwig | Danemark       | FDJ-Suez                       | + 21 s          |
| 9e | Mavi García           | Espagne        | Liv Racing TeqFind             | + 21 s          |
| 10e | Špela Kern            | Slovénie       | Cofidis                        | + 21 s          |

### 4eétape
Les attaques commencent seulement à l'approche de l'Alto de Serra Grosa. Vingt coureuses s'y détachent. Dans les trente derniers kilomètres, Cédrine Kerbaol et Larrate attaquent. Aux vingt kilomètres, Kerbaol est accompagnée d'Elinor Barker, d'Elise Uijen, de Justine Ghekiere et Gaia Realini, revenue tout d'abord sur le groupe de vingt. Leur avantage est alors de seulement trente secondes sur le peloton quand Barker et Kerbaol sont distancées. Dans la descente de la dernière ascension, Uijen accélére et seule Ghekiere peut suivre. Au sprint, la première prend un petit avantage sur la seconde, néanmoins Ghekiere obtient la victoire au classement général pour une seconde.
| \| Classement de l'étape \| Classement de l'étape \| Classement de l'étape \| Classement de l'étape \| Classement de l'étape \| \| Coureuse \| Coureuse \| Pays \| Équipe \| Temps \| \| --------------------- \| --------------------- \| --------------------- \| ------------------------------ \| --------------------- \| \| 1re \| Elise Uijen \| Pays-Bas \| Team DSM \| 2 h 52 min 33 s \| \| 2e \| Justine Ghekiere \| Belgique \| AG Insurance-Soudal Quick-Step \| + 0 s \| \| 3e \| Karlijn Swinkels \| Pays-Bas \| Team Jumbo-Visma \| + 16 s \| \| 4e \| Anouska Koster \| Pays-Bas \| Uno-X Pro Cycling Team \| + 16 s \| \| 5e \| Eleonora Gasparrini \| Italie \| UAE Team ADQ \| + 16 s \| \| 6e \| Amanda Spratt \| Australie \| Trek-Segafredo \| + 16 s \| \| 7e \| Ashleigh Moolman \| Afrique du Sud \| AG Insurance-Soudal Quick-Step \| + 16 s \| \| 8e \| Mavi García \| Espagne \| Liv Racing TeqFind \| + 16 s \| \| 9e \| Annemiek van Vleuten \| Pays-Bas \| Movistar Team \| + 16 s \| \| 10e \| Floortje Mackaij \| Pays-Bas \| Movistar Team \| + 16 s \| |                      |                |                                |                 |
| |                      |                |                                |                 |
| |                      |                |                                |                 |
| Classement de l'étape |                      |                |                                |                 |
| Coureuse | Coureuse             | Pays           | Équipe                         | Temps           |
| 1re | Elise Uijen          | Pays-Bas       | Team DSM                       | 2 h 52 min 33 s |
| 2e | Justine Ghekiere     | Belgique       | AG Insurance-Soudal Quick-Step | + 0 s           |
| 3e | Karlijn Swinkels     | Pays-Bas       | Team Jumbo-Visma               | + 16 s          |
| 4e | Anouska Koster       | Pays-Bas       | Uno-X Pro Cycling Team         | + 16 s          |
| 5e | Eleonora Gasparrini  | Italie         | UAE Team ADQ                   | + 16 s          |
| 6e | Amanda Spratt        | Australie      | Trek-Segafredo                 | + 16 s          |
| 7e | Ashleigh Moolman     | Afrique du Sud | AG Insurance-Soudal Quick-Step | + 16 s          |
| 8e | Mavi García          | Espagne        | Liv Racing TeqFind             | + 16 s          |
| 9e | Annemiek van Vleuten | Pays-Bas       | Movistar Team                  | + 16 s          |
| 10e | Floortje Mackaij     | Pays-Bas       | Movistar Team                  | + 16 s          |

## Classements finals

### Classement général final
| \| Classement général \| Classement général \| Classement général \| Classement général \| Classement général \| \| Coureuse \| Coureuse \| Pays \| Équipe \| Temps \| \| ------------------ \| --------------------- \| ------------------ \| ------------------------------ \| ------------------ \| \| 1re \| Justine Ghekiere \| Belgique \| AG Insurance-Soudal Quick-Step \| 12 h 44 min 42 s \| \| 2e \| Ashleigh Moolman \| Afrique du Sud \| AG Insurance-Soudal Quick-Step \| + 1 s \| \| 3e \| Amanda Spratt \| Australie \| Trek-Segafredo \| + 5 s \| \| 4e \| Annemiek van Vleuten \| Pays-Bas \| Movistar Team \| + 7 s \| \| 5e \| Olivia Baril \| Canada \| UAE Team ADQ \| + 14 s \| \| 6e \| Floortje Mackaij \| Pays-Bas \| Movistar Team \| + 21 s \| \| 7e \| Eleonora Gasparrini \| Italie \| UAE Team ADQ \| + 22 s \| \| 8e \| Yara Kastelijn \| Pays-Bas \| Fenix-Deceuninck \| + 22 s \| \| 9e \| Mavi García \| Espagne \| Liv Racing TeqFind \| + 22 s \| \| 10e \| Cecilie Uttrup Ludwig \| Danemark \| FDJ-Suez \| + 22 s \| |                       |                |                                |                  |
| |                       |                |                                |                  |
| |                       |                |                                |                  |
| Classement général |                       |                |                                |                  |
| Coureuse | Coureuse              | Pays           | Équipe                         | Temps            |
| 1re | Justine Ghekiere      | Belgique       | AG Insurance-Soudal Quick-Step | 12 h 44 min 42 s |
| 2e | Ashleigh Moolman      | Afrique du Sud | AG Insurance-Soudal Quick-Step | + 1 s            |
| 3e | Amanda Spratt         | Australie      | Trek-Segafredo                 | + 5 s            |
| 4e | Annemiek van Vleuten  | Pays-Bas       | Movistar Team                  | + 7 s            |
| 5e | Olivia Baril          | Canada         | UAE Team ADQ                   | + 14 s           |
| 6e | Floortje Mackaij      | Pays-Bas       | Movistar Team                  | + 21 s           |
| 7e | Eleonora Gasparrini   | Italie         | UAE Team ADQ                   | + 22 s           |
| 8e | Yara Kastelijn        | Pays-Bas       | Fenix-Deceuninck               | + 22 s           |
| 9e | Mavi García           | Espagne        | Liv Racing TeqFind             | + 22 s           |
| 10e | Cecilie Uttrup Ludwig | Danemark       | FDJ-Suez                       | + 22 s           |

### Points UCI
| Position           | 1er | 2e  | 3e  | 4e  | 5e | 6e | 7e | 8e | 9e | 10e | 11e | 12e | 13e | 14e | 15e | 16e à 25e | 26e à 30e |
| Classement général | 200 | 150 | 125 | 100 | 85 | 70 | 60 | 50 | 40 | 35  | 30  | 25  | 20  | 15  | 10  | 5         | 3         |
| Par étape          | 25  | 20  | 15  | 12  | 10 | 8  | 6  | 4  |    |     |     |     |     |     |     |           |           |
| Leader, par étape  | 5   |     |     |     |    |    |    |    |    |     |     |     |     |     |     |           |           |

### Classements annexes
| Classement des sprints | Classement des sprints | Classement des sprints | Classement des sprints | Classement des sprints |
| Coureuse               | Coureuse               | Pays                   | Équipe                 | Points                 |
| ---------------------- | ---------------------- | ---------------------- | ---------------------- | ---------------------- |
| 1re                    | Olivia Baril           | Canada                 | UAE Team ADQ           | 13 pts                 |
| 2e                     | Eugénie Duval          | France                 | FDJ-Suez               | 5 pts                  |
| 3e                     | Matilde Vitillo        | Italie                 | Bepink                 | 5 pts                  |
| 4e                     | Elinor Barker          | Royaume-Uni            | Uno-X Pro Cycling Team | 3 pts                  |
| 5e                     | Silvia Zanardi         | Italie                 | Bepink                 | 3 pts                  |
| 6e                     | Karlijn Swinkels       | Pays-Bas               | Team Jumbo-Visma       | 3 pts                  |
| 7e                     | Flora Perkins          | Royaume-Uni            | Fenix-Deceuninck       | 2 pts                  |
| 8e                     | Floortje Mackaij       | Pays-Bas               | Movistar Team          | 1 pt                   |
| 9e                     | Coryn Labecki          | États-Unis             | Team Jumbo-Visma       | 1 pt                   |

| Classement des sprints | Classement des sprints | Classement des sprints | Classement des sprints | Classement des sprints |
| Coureuse               | Coureuse               | Pays                   | Équipe                 | Points                 |
| ---------------------- | ---------------------- | ---------------------- | ---------------------- | ---------------------- |
| 1re                    | Olivia Baril           | Canada                 | UAE Team ADQ           | 13 pts                 |
| 2e                     | Eugénie Duval          | France                 | FDJ-Suez               | 5 pts                  |
| 3e                     | Matilde Vitillo        | Italie                 | Bepink                 | 5 pts                  |
| 4e                     | Elinor Barker          | Royaume-Uni            | Uno-X Pro Cycling Team | 3 pts                  |
| 5e                     | Silvia Zanardi         | Italie                 | Bepink                 | 3 pts                  |
| 6e                     | Karlijn Swinkels       | Pays-Bas               | Team Jumbo-Visma       | 3 pts                  |
| 7e                     | Flora Perkins          | Royaume-Uni            | Fenix-Deceuninck       | 2 pts                  |
| 8e                     | Floortje Mackaij       | Pays-Bas               | Movistar Team          | 1 pt                   |
| 9e                     | Coryn Labecki          | États-Unis             | Team Jumbo-Visma       | 1 pt                   |

| Classement du meilleur jeune | Classement du meilleur jeune | Classement du meilleur jeune | Classement du meilleur jeune | Classement du meilleur jeune |
| Coureuse                     | Coureuse                     | Pays                         | Équipe                       | Temps                        |
| ---------------------------- | ---------------------------- | ---------------------------- | ---------------------------- | ---------------------------- |
| 1re                          | Eleonora Gasparrini          | Italie                       | UAE Team ADQ                 | 12 h 45 min 04 s             |
| 2e                           | Neve Bradbury                | Australie                    | Canyon-SRAM Racing           | + 0 s                        |
| 3e                           | Gaia Realini                 | Italie                       | Trek-Segafredo               | + 0 s                        |
| 4e                           | Elise Uijen                  | Pays-Bas                     | Team DSM                     | + 30 s                       |
| 5e                           | Kim Cadzow                   | Nouvelle-Zélande             | Team Jumbo-Visma             | + 1 min 47 s                 |
| 6e                           | Cédrine Kerbaol              | France                       | Ceratizit-WNT Pro Cycling    | + 5 min 54 s                 |
| 7e                           | Caroline Andersson           | Suède                        | Liv Racing TeqFind           | + 11 min 03 s                |
| 8e                           | Flora Perkins                | Royaume-Uni                  | Fenix-Deceuninck             | + 12 min 07 s                |
| 9e                           | Francesca Barale             | Italie                       | Team DSM                     | + 13 min 00 s                |
| 10e                          | Adèle Normand                | Canada                       | Massi Tactic                 | + 13 min 11 s                |

| Classement du meilleur jeune | Classement du meilleur jeune | Classement du meilleur jeune | Classement du meilleur jeune | Classement du meilleur jeune |
| Coureuse                     | Coureuse                     | Pays                         | Équipe                       | Temps                        |
| ---------------------------- | ---------------------------- | ---------------------------- | ---------------------------- | ---------------------------- |
| 1re                          | Eleonora Gasparrini          | Italie                       | UAE Team ADQ                 | 12 h 45 min 04 s             |
| 2e                           | Neve Bradbury                | Australie                    | Canyon-SRAM Racing           | + 0 s                        |
| 3e                           | Gaia Realini                 | Italie                       | Trek-Segafredo               | + 0 s                        |
| 4e                           | Elise Uijen                  | Pays-Bas                     | Team DSM                     | + 30 s                       |
| 5e                           | Kim Cadzow                   | Nouvelle-Zélande             | Team Jumbo-Visma             | + 1 min 47 s                 |
| 6e                           | Cédrine Kerbaol              | France                       | Ceratizit-WNT Pro Cycling    | + 5 min 54 s                 |
| 7e                           | Caroline Andersson           | Suède                        | Liv Racing TeqFind           | + 11 min 03 s                |
| 8e                           | Flora Perkins                | Royaume-Uni                  | Fenix-Deceuninck             | + 12 min 07 s                |
| 9e                           | Francesca Barale             | Italie                       | Team DSM                     | + 13 min 00 s                |
| 10e                          | Adèle Normand                | Canada                       | Massi Tactic                 | + 13 min 11 s                |

| Classement de la montagne | Classement de la montagne | Classement de la montagne | Classement de la montagne      | Classement de la montagne |
| Coureuse                  | Coureuse                  | Pays                      | Équipe                         | Points                    |
| ------------------------- | ------------------------- | ------------------------- | ------------------------------ | ------------------------- |
| 1re                       | Justine Ghekiere          | Belgique                  | AG Insurance-Soudal Quick-Step | 27 pts                    |
| 2e                        | Katia Ragusa              | Italie                    | Liv Racing TeqFind             | 18 pts                    |
| 3e                        | Morgane Coston            | France                    | Cofidis                        | 14 pts                    |
| 4e                        | Mireia Benito             | Espagne                   | AG Insurance-Soudal Quick-Step | 10 pts                    |
| 5e                        | Annemiek van Vleuten      | Pays-Bas                  | Movistar Team                  | 8 pts                     |
| 6e                        | Elise Uijen               | Pays-Bas                  | Team DSM                       | 8 pts                     |
| 7e                        | Gaia Realini              | Italie                    | Trek-Segafredo                 | 6 pts                     |
| 8e                        | Ashleigh Moolman          | Afrique du Sud            | AG Insurance-Soudal Quick-Step | 5 pts                     |
| 9e                        | Cécile Lejeune            | France                    | Massi Tactic                   | 4 pts                     |
| 10e                       | Flora Perkins             | Royaume-Uni               | Fenix-Deceuninck               | 4 pts                     |

| Classement de la montagne | Classement de la montagne | Classement de la montagne | Classement de la montagne      | Classement de la montagne |
| Coureuse                  | Coureuse                  | Pays                      | Équipe                         | Points                    |
| ------------------------- | ------------------------- | ------------------------- | ------------------------------ | ------------------------- |
| 1re                       | Justine Ghekiere          | Belgique                  | AG Insurance-Soudal Quick-Step | 27 pts                    |
| 2e                        | Katia Ragusa              | Italie                    | Liv Racing TeqFind             | 18 pts                    |
| 3e                        | Morgane Coston            | France                    | Cofidis                        | 14 pts                    |
| 4e                        | Mireia Benito             | Espagne                   | AG Insurance-Soudal Quick-Step | 10 pts                    |
| 5e                        | Annemiek van Vleuten      | Pays-Bas                  | Movistar Team                  | 8 pts                     |
| 6e                        | Elise Uijen               | Pays-Bas                  | Team DSM                       | 8 pts                     |
| 7e                        | Gaia Realini              | Italie                    | Trek-Segafredo                 | 6 pts                     |
| 8e                        | Ashleigh Moolman          | Afrique du Sud            | AG Insurance-Soudal Quick-Step | 5 pts                     |
| 9e                        | Cécile Lejeune            | France                    | Massi Tactic                   | 4 pts                     |
| 10e                       | Flora Perkins             | Royaume-Uni               | Fenix-Deceuninck               | 4 pts                     |

## Évolution des classements
| Étape              |                    | Vainqueur _      | Classement général _ |
| ------------------ | ------------------ | ---------------- | -------------------- |
| 1re étape          | étape vallonnée    | Elisa Balsamo    | Elisa Balsamo        |
| 2e étape           | étape vallonnée    | Elisa Balsamo    | Elisa Balsamo        |
| 3e étape           | étape vallonnée    | Ashleigh Moolman | Ashleigh Moolman     |
| 4e étape           | étape vallonnée    | Elise Uijen      | Justine Ghekiere     |
| Classements finals | Classements finals |                  | Justine Ghekiere     |

## Liste des participantes
| Movistar Team MOV | Movistar Team MOV          | Movistar Team MOV |
| ----------------- | -------------------------- | ----------------- |
| Num               | Coureuse                   | Pos               |
| 1                 | Annemiek van Vleuten (NED) | 4e                |
| 2                 | Katrine Aalerud (NOR)      | AB                |
| 3                 | Floortje Mackaij (NED)     | 6e                |
| 4                 | Sara Martín (ESP)          | AB                |
| 5                 | Lourdes Oyarbide (ESP)     | 109e              |
| 6                 | Paula Patiño (COL)         | 28e               |
| 7                 | Arlenis Sierra (CUB)       | 64e               |

| FDJ-Suez FST | FDJ-Suez FST                | FDJ-Suez FST |
| ------------ | --------------------------- | ------------ |
| Num          | Coureuse                    | Pos          |
| 11           | Cecilie Uttrup Ludwig (DEN) | 10e          |
| 12           | Stine Borgli (NOR)          | 36e          |
| 13           | Eugénie Duval (FRA)         | 44e          |
| 14           | Emilia Fahlin (SWE)         | 90e          |
| 15           | Vittoria Guazzini (ITA)     | AB           |
| 16           | Marie Le Net (FRA)          | 66e          |

| Trek-Segafredo TFS | Trek-Segafredo TFS      | Trek-Segafredo TFS |
| ------------------ | ----------------------- | ------------------ |
| Num                | Coureuse                | Pos                |
| 21                 | Elisa Balsamo (ITA)     | 63e                |
| 23                 | Lisa Klein (GER)        | 98e                |
| 24                 | Gaia Realini (ITA)      | 17e                |
| 25                 | Ilaria Sanguineti (ITA) | 89e                |
| 26                 | Amanda Spratt (AUS)     | 3e                 |
| 27                 | Tayler Wiles (USA)      | 99e                |

| Canyon-SRAM Racing CSR | Canyon-SRAM Racing CSR      | Canyon-SRAM Racing CSR |
| ---------------------- | --------------------------- | ---------------------- |
| Num                    | Coureuse                    | Pos                    |
| 31                     | Ricarda Bauernfeind (GER)   | 15e                    |
| 32                     | Neve Bradbury (AUS)         | 14e                    |
| 33                     | Agua Marina Espínola (PAR)  | 97e                    |
| 34                     | Alice Towers (GBR)          | 55e                    |
| 35                     | Alex Morrice (GBR)          | 122e                   |
| 36                     | Shari Bossuyt (BEL)         | 43e                    |
| 37                     | Daniela Schmidsberger (AUT) | AB                     |

| UAE Team ADQ UAD | UAE Team ADQ UAD          | UAE Team ADQ UAD |
| ---------------- | ------------------------- | ---------------- |
| Num              | Coureuse                  | Pos              |
| 41               | Sofia Bertizzolo (ITA)    | 54e              |
| 42               | Olivia Baril (CAN)        | 5e               |
| 43               | Eleonora Gasparrini (ITA) | 7e               |
| 44               | Erica Magnaldi (ITA)      | 16e              |
| 45               | Laura Tomasi (ITA)        | 56e              |
| 46               | Elizabeth Holden (GBR)    | 32e              |
| 47               | Alena Amialiusik (BLR)    | 27e              |

| EF Education-TIBCO-SVB TIB | EF Education-TIBCO-SVB TIB    | EF Education-TIBCO-SVB TIB |
| -------------------------- | ----------------------------- | -------------------------- |
| Num                        | Coureuse                      | Pos                        |
| 51                         | Veronica Ewers (USA)          | 20e                        |
| 52                         | Kathrin Hammes (GER)          | 46e                        |
| 53                         | Sara Poidevin (CAN)           | 84e                        |
| 54                         | Magdeleine Vallieres (CAN)    | AB                         |
| 55                         | Letizia Borghesi (ITA)        | 45e                        |
| 56                         | Alison Jackson (CAN)          | 79e                        |
| 57                         | Kristabel Doebel-Hickok (USA) | 68e                        |

| Team DSM DSM | Team DSM DSM            | Team DSM DSM |
| ------------ | ----------------------- | ------------ |
| Num          | Coureuse                | Pos          |
| 61           | Francesca Barale (ITA)  | 41e          |
| 62           | Eleonora Ciabocco (ITA) | 49e          |
| 63           | Léa Curinier (FRA)      | 58e          |
| 64           | Megan Jastrab (USA)     | 61e          |
| 65           | Juliette Labous (FRA)   | 13e          |
| 66           | Becky Storrie (GBR)     | 37e          |
| 67           | Elise Uijen (NED)       | 21e          |

| Team Jumbo-Visma TJV | Team Jumbo-Visma TJV   | Team Jumbo-Visma TJV |
| -------------------- | ---------------------- | -------------------- |
| Num                  | Coureuse               | Pos                  |
| 71                   | Coryn Labecki (USA)    | 62e                  |
| 72                   | Riejanne Markus (NED)  | 19e                  |
| 73                   | Amber Kraak (NED)      | 74e                  |
| 74                   | Karlijn Swinkels (NED) | 60e                  |
| 75                   | Eva van Agt (NED)      | 39e                  |
| 76                   | Kim Cadzow (NZL)       | 22e                  |
| 77                   | Teuntje Beekhuis (NED) | 50e                  |

| Uno-X Pro Cycling Team UXT | Uno-X Pro Cycling Team UXT  | Uno-X Pro Cycling Team UXT |
| -------------------------- | --------------------------- | -------------------------- |
| Num                        | Coureuse                    | Pos                        |
| 81                         | Elinor Barker (GBR)         | 26e                        |
| 82                         | Susanne Andersen (NOR)      | 81e                        |
| 83                         | Marte Berg Edseth (NOR)     | AB                         |
| 84                         | Amalie Dideriksen (DEN)     | 83e                        |
| 85                         | Anouska Koster (NED)        | 12e                        |
| 86                         | Rebecca Koerner (DEN)       | 112e                       |
| 87                         | Mie Bjørndal Ottestad (NOR) | 76e                        |

| Liv Racing TeqFind LIV | Liv Racing TeqFind LIV   | Liv Racing TeqFind LIV |
| ---------------------- | ------------------------ | ---------------------- |
| Num                    | Coureuse                 | Pos                    |
| 91                     | Caroline Andersson (SWE) | 35e                    |
| 92                     | Mavi García (ESP)        | 9e                     |
| 93                     | Ayesha McGowan (USA)     | AB                     |
| 94                     | Sabrina Stultiens (NED)  | 80e                    |
| 95                     | Quinty Ton (NED)         | 29e                    |
| 96                     | Katia Ragusa (ITA)       | 72e                    |

| Fenix-Deceuninck FED | Fenix-Deceuninck FED     | Fenix-Deceuninck FED |
| -------------------- | ------------------------ | -------------------- |
| Num                  | Coureuse                 | Pos                  |
| 101                  | Yara Kastelijn (NED)     | 8e                   |
| 102                  | Millie Couzens (GBR)     | 73e                  |
| 103                  | Greta Marturano (ITA)    | 30e                  |
| 104                  | Sophie Wright (GBR)      | 47e                  |
| 105                  | Cecilia van Zuthem (NED) | 110e                 |
| 106                  | Carina Schrempf (AUT)    | 70e                  |
| 107                  | Flora Perkins (GBR)      | 38e                  |

| Israel-Premier Tech Roland CGS | Israel-Premier Tech Roland CGS | Israel-Premier Tech Roland CGS |
| ------------------------------ | ------------------------------ | ------------------------------ |
| Num                            | Coureuse                       | Pos                            |
| 111                            | Tamara Dronova (RUS)           | 75e                            |
| 112                            | Claire Steels (GBR)            | 18e                            |
| 113                            | Elena Pirrone (ITA)            | AB                             |
| 114                            | Fien Delbaere (BEL)            | 114e                           |
| 115                            | Silvia Magri (ITA)             | AB                             |
| 116                            | Anna Kiesenhofer (AUT)         | AB                             |
| 117                            | Hannah Buch (GER)              | 121e                           |

| Bepink BPK | Bepink BPK               | Bepink BPK |
| ---------- | ------------------------ | ---------- |
| Num        | Coureuse                 | Pos        |
| 121        | Silvia Zanardi (ITA)     | 53e        |
| 122        | Jade Teolis (FRA)        | 118e       |
| 123        | Alessia Patuelli (ITA)   | AB         |
| 124        | Prisca Savi (ITA)        | AB         |
| 125        | Matilde Vitillo (ITA)    | 78e        |
| 126        | Giorgia Vettorello (ITA) | 82e        |
| 127        | Valentina Basilico (ITA) | 117e       |

| Ceratizit-WNT Pro Cycling WNT | Ceratizit-WNT Pro Cycling WNT | Ceratizit-WNT Pro Cycling WNT |
| ----------------------------- | ----------------------------- | ----------------------------- |
| Num                           | Coureuse                      | Pos                           |
| 131                           | Sandra Alonso (ESP)           | 65e                           |
| 132                           | Alice Maria Arzuffi (ITA)     | 31e                           |
| 133                           | Cédrine Kerbaol (FRA)         | 23e                           |
| 134                           | Nadine Michaela Gill (GER)    | AB                            |
| 136                           | Laura Asencio (FRA)           | AB                            |
| 137                           | Nina Berton (LUX)             | 67e                           |

| Cofidis COF | Cofidis COF                   | Cofidis COF |
| ----------- | ----------------------------- | ----------- |
| Num         | Coureuse                      | Pos         |
| 142         | Morgane Coston (FRA)          | 25e         |
| 143         | Séverine Eraud (FRA)          | 69e         |
| 144         | Špela Kern (SLO)              | 11e         |
| 145         | Martina Alzini (ITA)          | 91e         |
| 146         | Josie Talbot (AUS)            | AB          |
| 147         | Gabrielle Pilote Fortin (CAN) | 123e        |

| Massi Tactic MAT | Massi Tactic MAT           | Massi Tactic MAT |
| ---------------- | -------------------------- | ---------------- |
| Num              | Coureuse                   | Pos              |
| 151              | Aurela Nerlo (POL)         | 101e             |
| 152              | Adèle Normand (CAN)        | 42e              |
| 153              | Cécile Lejeune (FRA)       | 92e              |
| 154              | Petra Zsankó (HUN)         | 86e              |
| 155              | Patricia Ortega Ruiz (ESP) | 107e             |
| 156              | Jennifer Ducuara (COL)     | AB               |
| 157              | Iris Gomez (ESP)           | 104e             |

| Sopela Women's Team SWT | Sopela Women's Team SWT        | Sopela Women's Team SWT |
| ----------------------- | ------------------------------ | ----------------------- |
| Num                     | Coureuse                       | Pos                     |
| 161                     | Maria Banlles Santamaria (ESP) | 115e                    |
| 162                     | Sarah Kastenhuber (GER)        | AB                      |
| 163                     | Florence Normand (CAN)         | AB                      |
| 165                     | Muskilda Olortiz (ESP)         | AB                      |
| 166                     | Maitane Arana (COL)            | AB                      |
| 167                     | Lur Florido (ESP)              | AB                      |

| Bizkaia-Durango BDP | Bizkaia-Durango BDP          | Bizkaia-Durango BDP |
| ------------------- | ---------------------------- | ------------------- |
| Num                 | Coureuse                     | Pos                 |
| 171                 | Catalina Soto (CHI)          | 96e                 |
| 172                 | Andrea Ramírez (MEX)         | 106e                |
| 173                 | Irene Mendez Melgarejo (ESP) | 95e                 |
| 174                 | Ana Vitória Magalhães (BRA)  | 111e                |
| 175                 | Heïdi Gaugain (FRA)          | AB                  |
| 176                 | Sandra Gutierrez (ESP)       | AB                  |
| 177                 | Eukene Larrarte (ESP)        | 71e                 |

| Laboral Kutxa-Fundación Euskadi LKF | Laboral Kutxa-Fundación Euskadi LKF | Laboral Kutxa-Fundación Euskadi LKF |
| ----------------------------------- | ----------------------------------- | ----------------------------------- |
| Num                                 | Coureuse                            | Pos                                 |
| 181                                 | Yurani Blanco (ESP)                 | 77e                                 |
| 182                                 | Ariana Gilabert (ESP)               | 85e                                 |
| 183                                 | Eider Merino (ESP)                  | 34e                                 |
| 184                                 | Usoa Ostolaza (ESP)                 | 102e                                |
| 185                                 | Nadia Quagliotto (ITA)              | 51e                                 |
| 186                                 | Aileen Schweikart (GER)             | 48e                                 |
| 187                                 | Alba Teruel (ESP)                   | 93e                                 |

| Cantabria Deporte-Rio Miera RMC | Cantabria Deporte-Rio Miera RMC | Cantabria Deporte-Rio Miera RMC |
| ------------------------------- | ------------------------------- | ------------------------------- |
| Num                             | Coureuse                        | Pos                             |
| 191                             | Susana Perez (ESP)              | 100e                            |
| 192                             | Marina Garau Roca (ESP)         | 120e                            |
| 193                             | Andrea Perez (ESP)              | AB                              |
| 194                             | Lukene Trujillano (ESP)         | AB                              |
| 195                             | Belen Gonzalez (ESP)            | AB                              |
| 196                             | Beatriz Roxo (POR)              | AB                              |

| AG Insurance-Soudal Quick-Step AGS | AG Insurance-Soudal Quick-Step AGS | AG Insurance-Soudal Quick-Step AGS |
| ---------------------------------- | ---------------------------------- | ---------------------------------- |
| Num                                | Coureuse                           | Pos                                |
| 201                                | Mireia Benito (ESP)                | 24e                                |
| 202                                | Ashleigh Moolman (RSA)             | 2e                                 |
| 203                                | Justine Ghekiere (BEL)             | 1re                                |
| 204                                | Lotta Henttala (FIN)               | 52e                                |
| 205                                | Anya Louw (AUS)                    | 88e                                |
| 206                                | Gaia Masetti (ITA)                 | 57e                                |
| 207                                | Lone Meertens (BEL)                | 94e                                |

| DAS-Handsling Bikes DAS | DAS-Handsling Bikes DAS   | DAS-Handsling Bikes DAS |
| ----------------------- | ------------------------- | ----------------------- |
| Num                     | Coureuse                  | Pos                     |
| 211                     | Monica Greenwood (GBR)    | 108e                    |
| 212                     | Samantha Stuart (GBR)     | 105e                    |
| 213                     | Danielle Shrosbree (GBR)  | 59e                     |
| 214                     | Lucy Lee (GBR)            | AB                      |
| 215                     | Sara Bonillo Talens (ESP) | AB                      |
| 216                     | Katie Scott (GBR)         | 119e                    |
| 217                     | Grace Lister (GBR)        | 87e                     |

| Eneicat-CMTeam-Seguros Deportivos EIC | Eneicat-CMTeam-Seguros Deportivos EIC | Eneicat-CMTeam-Seguros Deportivos EIC |
| ------------------------------------- | ------------------------------------- | ------------------------------------- |
| Num                                   | Coureuse                              | Pos                                   |
| 221                                   | Aranza Villalón (CHI)                 | 33e                                   |
| 223                                   | Almudena Montalvo (ESP)               | 113e                                  |
| 224                                   | Andrea Alzate (COL)                   | 40e                                   |
| 225                                   | Isabel Martin (ESP)                   | AB                                    |
| 226                                   | Beatriz Martinez (ESP)                | 116e                                  |
| 227                                   | Carolina Vargas (COL)                 | 103e                                  |

| Movistar Team MOV | Movistar Team MOV          | Movistar Team MOV |
| ----------------- | -------------------------- | ----------------- |
| Num               | Coureuse                   | Pos               |
| 1                 | Annemiek van Vleuten (NED) | 4e                |
| 2                 | Katrine Aalerud (NOR)      | AB                |
| 3                 | Floortje Mackaij (NED)     | 6e                |
| 4                 | Sara Martín (ESP)          | AB                |
| 5                 | Lourdes Oyarbide (ESP)     | 109e              |
| 6                 | Paula Patiño (COL)         | 28e               |
| 7                 | Arlenis Sierra (CUB)       | 64e               |

| FDJ-Suez FST | FDJ-Suez FST                | FDJ-Suez FST |
| ------------ | --------------------------- | ------------ |
| Num          | Coureuse                    | Pos          |
| 11           | Cecilie Uttrup Ludwig (DEN) | 10e          |
| 12           | Stine Borgli (NOR)          | 36e          |
| 13           | Eugénie Duval (FRA)         | 44e          |
| 14           | Emilia Fahlin (SWE)         | 90e          |
| 15           | Vittoria Guazzini (ITA)     | AB           |
| 16           | Marie Le Net (FRA)          | 66e          |

| Trek-Segafredo TFS | Trek-Segafredo TFS      | Trek-Segafredo TFS |
| ------------------ | ----------------------- | ------------------ |
| Num                | Coureuse                | Pos                |
| 21                 | Elisa Balsamo (ITA)     | 63e                |
| 23                 | Lisa Klein (GER)        | 98e                |
| 24                 | Gaia Realini (ITA)      | 17e                |
| 25                 | Ilaria Sanguineti (ITA) | 89e                |
| 26                 | Amanda Spratt (AUS)     | 3e                 |
| 27                 | Tayler Wiles (USA)      | 99e                |

| Canyon-SRAM Racing CSR | Canyon-SRAM Racing CSR      | Canyon-SRAM Racing CSR |
| ---------------------- | --------------------------- | ---------------------- |
| Num                    | Coureuse                    | Pos                    |
| 31                     | Ricarda Bauernfeind (GER)   | 15e                    |
| 32                     | Neve Bradbury (AUS)         | 14e                    |
| 33                     | Agua Marina Espínola (PAR)  | 97e                    |
| 34                     | Alice Towers (GBR)          | 55e                    |
| 35                     | Alex Morrice (GBR)          | 122e                   |
| 36                     | Shari Bossuyt (BEL)         | 43e                    |
| 37                     | Daniela Schmidsberger (AUT) | AB                     |

| UAE Team ADQ UAD | UAE Team ADQ UAD          | UAE Team ADQ UAD |
| ---------------- | ------------------------- | ---------------- |
| Num              | Coureuse                  | Pos              |
| 41               | Sofia Bertizzolo (ITA)    | 54e              |
| 42               | Olivia Baril (CAN)        | 5e               |
| 43               | Eleonora Gasparrini (ITA) | 7e               |
| 44               | Erica Magnaldi (ITA)      | 16e              |
| 45               | Laura Tomasi (ITA)        | 56e              |
| 46               | Elizabeth Holden (GBR)    | 32e              |
| 47               | Alena Amialiusik (BLR)    | 27e              |

| EF Education-TIBCO-SVB TIB | EF Education-TIBCO-SVB TIB    | EF Education-TIBCO-SVB TIB |
| -------------------------- | ----------------------------- | -------------------------- |
| Num                        | Coureuse                      | Pos                        |
| 51                         | Veronica Ewers (USA)          | 20e                        |
| 52                         | Kathrin Hammes (GER)          | 46e                        |
| 53                         | Sara Poidevin (CAN)           | 84e                        |
| 54                         | Magdeleine Vallieres (CAN)    | AB                         |
| 55                         | Letizia Borghesi (ITA)        | 45e                        |
| 56                         | Alison Jackson (CAN)          | 79e                        |
| 57                         | Kristabel Doebel-Hickok (USA) | 68e                        |

| Team DSM DSM | Team DSM DSM            | Team DSM DSM |
| ------------ | ----------------------- | ------------ |
| Num          | Coureuse                | Pos          |
| 61           | Francesca Barale (ITA)  | 41e          |
| 62           | Eleonora Ciabocco (ITA) | 49e          |
| 63           | Léa Curinier (FRA)      | 58e          |
| 64           | Megan Jastrab (USA)     | 61e          |
| 65           | Juliette Labous (FRA)   | 13e          |
| 66           | Becky Storrie (GBR)     | 37e          |
| 67           | Elise Uijen (NED)       | 21e          |

| Team Jumbo-Visma TJV | Team Jumbo-Visma TJV   | Team Jumbo-Visma TJV |
| -------------------- | ---------------------- | -------------------- |
| Num                  | Coureuse               | Pos                  |
| 71                   | Coryn Labecki (USA)    | 62e                  |
| 72                   | Riejanne Markus (NED)  | 19e                  |
| 73                   | Amber Kraak (NED)      | 74e                  |
| 74                   | Karlijn Swinkels (NED) | 60e                  |
| 75                   | Eva van Agt (NED)      | 39e                  |
| 76                   | Kim Cadzow (NZL)       | 22e                  |
| 77                   | Teuntje Beekhuis (NED) | 50e                  |

| Uno-X Pro Cycling Team UXT | Uno-X Pro Cycling Team UXT  | Uno-X Pro Cycling Team UXT |
| -------------------------- | --------------------------- | -------------------------- |
| Num                        | Coureuse                    | Pos                        |
| 81                         | Elinor Barker (GBR)         | 26e                        |
| 82                         | Susanne Andersen (NOR)      | 81e                        |
| 83                         | Marte Berg Edseth (NOR)     | AB                         |
| 84                         | Amalie Dideriksen (DEN)     | 83e                        |
| 85                         | Anouska Koster (NED)        | 12e                        |
| 86                         | Rebecca Koerner (DEN)       | 112e                       |
| 87                         | Mie Bjørndal Ottestad (NOR) | 76e                        |

| Liv Racing TeqFind LIV | Liv Racing TeqFind LIV   | Liv Racing TeqFind LIV |
| ---------------------- | ------------------------ | ---------------------- |
| Num                    | Coureuse                 | Pos                    |
| 91                     | Caroline Andersson (SWE) | 35e                    |
| 92                     | Mavi García (ESP)        | 9e                     |
| 93                     | Ayesha McGowan (USA)     | AB                     |
| 94                     | Sabrina Stultiens (NED)  | 80e                    |
| 95                     | Quinty Ton (NED)         | 29e                    |
| 96                     | Katia Ragusa (ITA)       | 72e                    |

| Fenix-Deceuninck FED | Fenix-Deceuninck FED     | Fenix-Deceuninck FED |
| -------------------- | ------------------------ | -------------------- |
| Num                  | Coureuse                 | Pos                  |
| 101                  | Yara Kastelijn (NED)     | 8e                   |
| 102                  | Millie Couzens (GBR)     | 73e                  |
| 103                  | Greta Marturano (ITA)    | 30e                  |
| 104                  | Sophie Wright (GBR)      | 47e                  |
| 105                  | Cecilia van Zuthem (NED) | 110e                 |
| 106                  | Carina Schrempf (AUT)    | 70e                  |
| 107                  | Flora Perkins (GBR)      | 38e                  |

| Israel-Premier Tech Roland CGS | Israel-Premier Tech Roland CGS | Israel-Premier Tech Roland CGS |
| ------------------------------ | ------------------------------ | ------------------------------ |
| Num                            | Coureuse                       | Pos                            |
| 111                            | Tamara Dronova (RUS)           | 75e                            |
| 112                            | Claire Steels (GBR)            | 18e                            |
| 113                            | Elena Pirrone (ITA)            | AB                             |
| 114                            | Fien Delbaere (BEL)            | 114e                           |
| 115                            | Silvia Magri (ITA)             | AB                             |
| 116                            | Anna Kiesenhofer (AUT)         | AB                             |
| 117                            | Hannah Buch (GER)              | 121e                           |

| Bepink BPK | Bepink BPK               | Bepink BPK |
| ---------- | ------------------------ | ---------- |
| Num        | Coureuse                 | Pos        |
| 121        | Silvia Zanardi (ITA)     | 53e        |
| 122        | Jade Teolis (FRA)        | 118e       |
| 123        | Alessia Patuelli (ITA)   | AB         |
| 124        | Prisca Savi (ITA)        | AB         |
| 125        | Matilde Vitillo (ITA)    | 78e        |
| 126        | Giorgia Vettorello (ITA) | 82e        |
| 127        | Valentina Basilico (ITA) | 117e       |

| Ceratizit-WNT Pro Cycling WNT | Ceratizit-WNT Pro Cycling WNT | Ceratizit-WNT Pro Cycling WNT |
| ----------------------------- | ----------------------------- | ----------------------------- |
| Num                           | Coureuse                      | Pos                           |
| 131                           | Sandra Alonso (ESP)           | 65e                           |
| 132                           | Alice Maria Arzuffi (ITA)     | 31e                           |
| 133                           | Cédrine Kerbaol (FRA)         | 23e                           |
| 134                           | Nadine Michaela Gill (GER)    | AB                            |
| 136                           | Laura Asencio (FRA)           | AB                            |
| 137                           | Nina Berton (LUX)             | 67e                           |

| Cofidis COF | Cofidis COF                   | Cofidis COF |
| ----------- | ----------------------------- | ----------- |
| Num         | Coureuse                      | Pos         |
| 142         | Morgane Coston (FRA)          | 25e         |
| 143         | Séverine Eraud (FRA)          | 69e         |
| 144         | Špela Kern (SLO)              | 11e         |
| 145         | Martina Alzini (ITA)          | 91e         |
| 146         | Josie Talbot (AUS)            | AB          |
| 147         | Gabrielle Pilote Fortin (CAN) | 123e        |

| Massi Tactic MAT | Massi Tactic MAT           | Massi Tactic MAT |
| ---------------- | -------------------------- | ---------------- |
| Num              | Coureuse                   | Pos              |
| 151              | Aurela Nerlo (POL)         | 101e             |
| 152              | Adèle Normand (CAN)        | 42e              |
| 153              | Cécile Lejeune (FRA)       | 92e              |
| 154              | Petra Zsankó (HUN)         | 86e              |
| 155              | Patricia Ortega Ruiz (ESP) | 107e             |
| 156              | Jennifer Ducuara (COL)     | AB               |
| 157              | Iris Gomez (ESP)           | 104e             |

| Sopela Women's Team SWT | Sopela Women's Team SWT        | Sopela Women's Team SWT |
| ----------------------- | ------------------------------ | ----------------------- |
| Num                     | Coureuse                       | Pos                     |
| 161                     | Maria Banlles Santamaria (ESP) | 115e                    |
| 162                     | Sarah Kastenhuber (GER)        | AB                      |
| 163                     | Florence Normand (CAN)         | AB                      |
| 165                     | Muskilda Olortiz (ESP)         | AB                      |
| 166                     | Maitane Arana (COL)            | AB                      |
| 167                     | Lur Florido (ESP)              | AB                      |

| Bizkaia-Durango BDP | Bizkaia-Durango BDP          | Bizkaia-Durango BDP |
| ------------------- | ---------------------------- | ------------------- |
| Num                 | Coureuse                     | Pos                 |
| 171                 | Catalina Soto (CHI)          | 96e                 |
| 172                 | Andrea Ramírez (MEX)         | 106e                |
| 173                 | Irene Mendez Melgarejo (ESP) | 95e                 |
| 174                 | Ana Vitória Magalhães (BRA)  | 111e                |
| 175                 | Heïdi Gaugain (FRA)          | AB                  |
| 176                 | Sandra Gutierrez (ESP)       | AB                  |
| 177                 | Eukene Larrarte (ESP)        | 71e                 |

| Laboral Kutxa-Fundación Euskadi LKF | Laboral Kutxa-Fundación Euskadi LKF | Laboral Kutxa-Fundación Euskadi LKF |
| ----------------------------------- | ----------------------------------- | ----------------------------------- |
| Num                                 | Coureuse                            | Pos                                 |
| 181                                 | Yurani Blanco (ESP)                 | 77e                                 |
| 182                                 | Ariana Gilabert (ESP)               | 85e                                 |
| 183                                 | Eider Merino (ESP)                  | 34e                                 |
| 184                                 | Usoa Ostolaza (ESP)                 | 102e                                |
| 185                                 | Nadia Quagliotto (ITA)              | 51e                                 |
| 186                                 | Aileen Schweikart (GER)             | 48e                                 |
| 187                                 | Alba Teruel (ESP)                   | 93e                                 |

| Cantabria Deporte-Rio Miera RMC | Cantabria Deporte-Rio Miera RMC | Cantabria Deporte-Rio Miera RMC |
| ------------------------------- | ------------------------------- | ------------------------------- |
| Num                             | Coureuse                        | Pos                             |
| 191                             | Susana Perez (ESP)              | 100e                            |
| 192                             | Marina Garau Roca (ESP)         | 120e                            |
| 193                             | Andrea Perez (ESP)              | AB                              |
| 194                             | Lukene Trujillano (ESP)         | AB                              |
| 195                             | Belen Gonzalez (ESP)            | AB                              |
| 196                             | Beatriz Roxo (POR)              | AB                              |

| AG Insurance-Soudal Quick-Step AGS | AG Insurance-Soudal Quick-Step AGS | AG Insurance-Soudal Quick-Step AGS |
| ---------------------------------- | ---------------------------------- | ---------------------------------- |
| Num                                | Coureuse                           | Pos                                |
| 201                                | Mireia Benito (ESP)                | 24e                                |
| 202                                | Ashleigh Moolman (RSA)             | 2e                                 |
| 203                                | Justine Ghekiere (BEL)             | 1re                                |
| 204                                | Lotta Henttala (FIN)               | 52e                                |
| 205                                | Anya Louw (AUS)                    | 88e                                |
| 206                                | Gaia Masetti (ITA)                 | 57e                                |
| 207                                | Lone Meertens (BEL)                | 94e                                |

| DAS-Handsling Bikes DAS | DAS-Handsling Bikes DAS   | DAS-Handsling Bikes DAS |
| ----------------------- | ------------------------- | ----------------------- |
| Num                     | Coureuse                  | Pos                     |
| 211                     | Monica Greenwood (GBR)    | 108e                    |
| 212                     | Samantha Stuart (GBR)     | 105e                    |
| 213                     | Danielle Shrosbree (GBR)  | 59e                     |
| 214                     | Lucy Lee (GBR)            | AB                      |
| 215                     | Sara Bonillo Talens (ESP) | AB                      |
| 216                     | Katie Scott (GBR)         | 119e                    |
| 217                     | Grace Lister (GBR)        | 87e                     |

| Eneicat-CMTeam-Seguros Deportivos EIC | Eneicat-CMTeam-Seguros Deportivos EIC | Eneicat-CMTeam-Seguros Deportivos EIC |
| ------------------------------------- | ------------------------------------- | ------------------------------------- |
| Num                                   | Coureuse                              | Pos                                   |
| 221                                   | Aranza Villalón (CHI)                 | 33e                                   |
| 223                                   | Almudena Montalvo (ESP)               | 113e                                  |
| 224                                   | Andrea Alzate (COL)                   | 40e                                   |
| 225                                   | Isabel Martin (ESP)                   | AB                                    |
| 226                                   | Beatriz Martinez (ESP)                | 116e                                  |
| 227                                   | Carolina Vargas (COL)                 | 103e                                  |